# Янгитау
Янгитау (баш. Яңытау) — хутор в Бирском районе Башкортостана Республики Башкортостан, относится к Бурновскому сельсовету.

## Население
| 2002 | 2009 | 2010 |
| ---- | ---- | ---- |
| 18   | ↘12  | →12  |

Согласно переписи 2002 года, преобладающие национальности — татары (61 %), русские (28 %).

## Географическое положение
Расстояние до:
- районного центра (Бирск): 7 км,
- центра сельсовета (Старобурново): 8 км,
- ближайшей ж/д станции (Уфа): 107 км.

## История
До 2005 года - посёлок. Преобразован в хутор согласно Закону Республики Башкортостан от 20 июля 2005 года, N 211-з «О внесении изменений в административно-территориальное устройство Республики Башкортостан в связи с образованием, объединением, упразднением и изменением статуса населенных пунктов, переносом административных центров», вместе с 5 посёлками района: 

7. Изменить статус следующих населенных пунктов, установив тип поселения - хутор:

2) в Бирском районе:

а) поселка Александрова Кусекеевского сельсовета;

б) поселка Демидовский Сусловского сельсовета;

в) поселка Луч Старопетровского сельсовета;

г) поселка опытного поля Бурновского сельсовета;

д) поселка Янгитау Бурновского сельсовета; 